# Kaplica św. Michała Archanioła w Iklin
Kaplica św. Michała Archanioła (malt. Il-knisja ta' San Mikiel Arkanġlu), ang. Chapel of St Michael the Archangel) – rzymskokatolicka kaplica znajdująca się w Iklin na Malcie. Kaplica leży na terenie parafii Świętej Rodziny w tej miejscowości. Podlega prawu patronatu. 

## Historia
Nie wiadomo, kiedy na tym miejscu została zbudowana pierwsza kaplica. Wiadomo na pewno, że w 1575 roku istniał kościół, o którym wspomina wizytator apostolski prałat Pietro Dusina. W aktach z tej wizytacji jest napisane, że kościół znajduje się na obszarze znanym jako „li Chili” („Iklin”), który jest częścią wioski Lija. Kościół znajdował się pośrodku folwarku i był pod wezwaniem św. Michała Archanioła. Prałat Dusina zastał go w bardzo złym stanie: miał tylko jeden ołtarz, brak było podłogi, drzwi, a nawet księdza, który by się nim opiekował. 
Kościół był w tak złym stanie, że w roku 1615, prawdopodobnie po zawaleniu się, został odbudowany przez Ġirolamu Agiusa lub Hagiusa. Całe wyposażenie świątyni ufundował Pietro Agius. W 1635 ten pierwszy ustanowił na kaplicy świecki patronat. Jest on również wymieniany jako zakrystian i dobroczyńca kościoła.

## Architektura

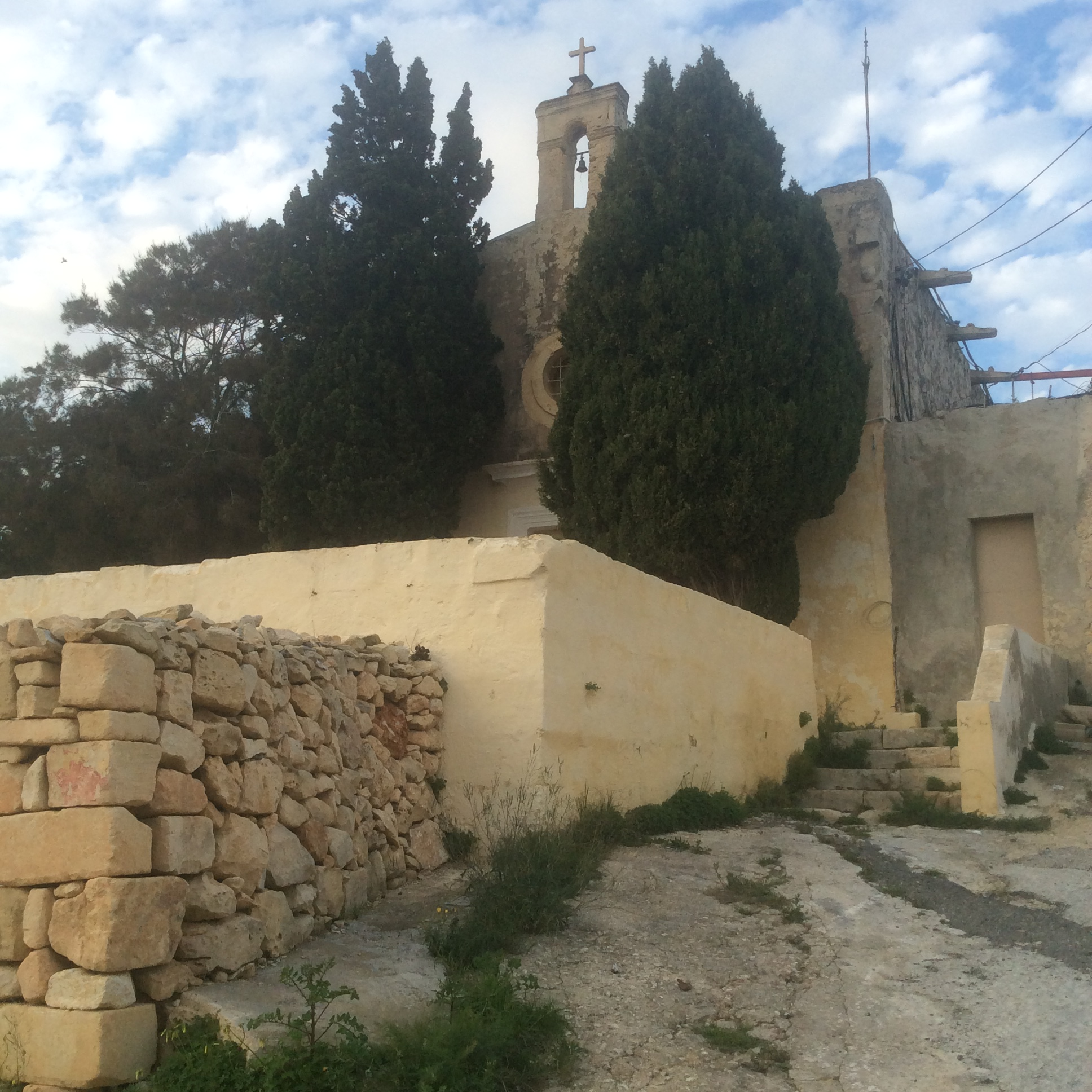
Kaplica stoi na stoku, widoczny taras przed frontem oraz plebania po prawej

### Wygląd zewnętrzny
Kaplica św. Michała zbudowana jest w typowym maltańskim stylu. Jak pierwsze kościoły na Malcie z tamtej epoki ma ona kształt prostokątnego pudełka, sklepienie kolebkowe i wypukły dach. Światło do środka wpada jedynie przez drzwi oraz okrągłe okno nad nimi. Nad fasadą góruje dzwonnica bell-cot z jednym dzwonkiem. Kiedyś przy kaplicy znajdował się cmentarz.
Na tyłach kaplicy niewielka zakrystia z kilkoma zabytkowymi obrazami. Z niej wyjście do małego ogrodu. Obok fasady mała plebania, przed kaplicą kamienny taras. 

### Wnętrze
Kaplica, w porównaniu z innymi w tego samego okresu, jest duża. Mieści pięćdziesiąt osób, wzdłuż ścian bocznych biegną kamienne ławki (malt. dikkiena). Wewnątrz kaplica podzielona jest na dwie części, szeroką, w której siedzą ludzie, i węższą, gdzie znajduje się prezbiterium, podniesione o stopień wyżej niż reszta kościoła. Podłoga kaplicy jest nadal wapienna. Jest taka również w części prezbiterium. W tym ostatnim znajduje się jedyny w ołtarz z obrazem w kamiennej ramie, przedstawiającym typową scenę z patronem kościoła: św. Michała z mieczem w ręku i diabła poniżej, spętanego łańcuchem.

## Kaplica dziś
Kaplica ma szczęście mieć wiele czynszów i dlatego nie jest w złym stanie, jak wiele innych. W rzeczywistości otrzymuje czynsz z małego ogrodu obok, z pola za nim, oraz z gruntów, które pojawiają się w wielu dokumentach z nią związanych. Cieszy się również zyskami z dwóch pożyczek kapitałowych po 100 scud każda. Kaplicą opiekuje się właściciel i pracownicy sąsiadującej z nią wytwórni fajerwerków.
Kaplica otwierana jest jedynie raz w roku, w święto patrona kaplicy obchodzone w niedzielę przed 29 września. Odprawiana jest wtedy msza święta i urządzana festa.

## Ochrona dziedzictwa kulturowego
27 sierpnia 2012 roku kaplica została wpisana na listę National Inventory of the Cultural Property of the Maltese Islands pod numerem 00790.